# Beeldenpark van de Kunsthalle Mannheim

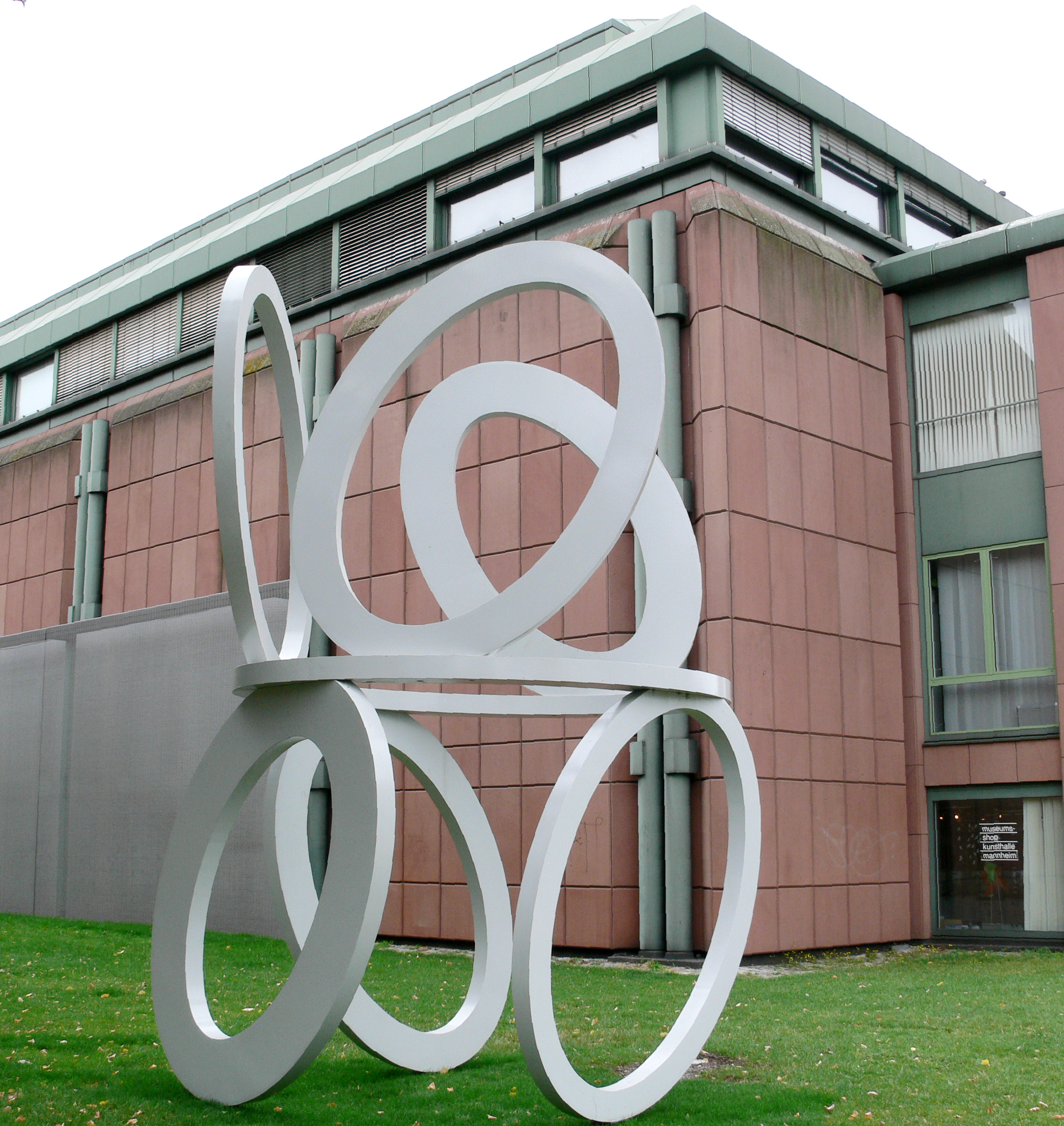
Slow Motion (2001) Nigel Hall

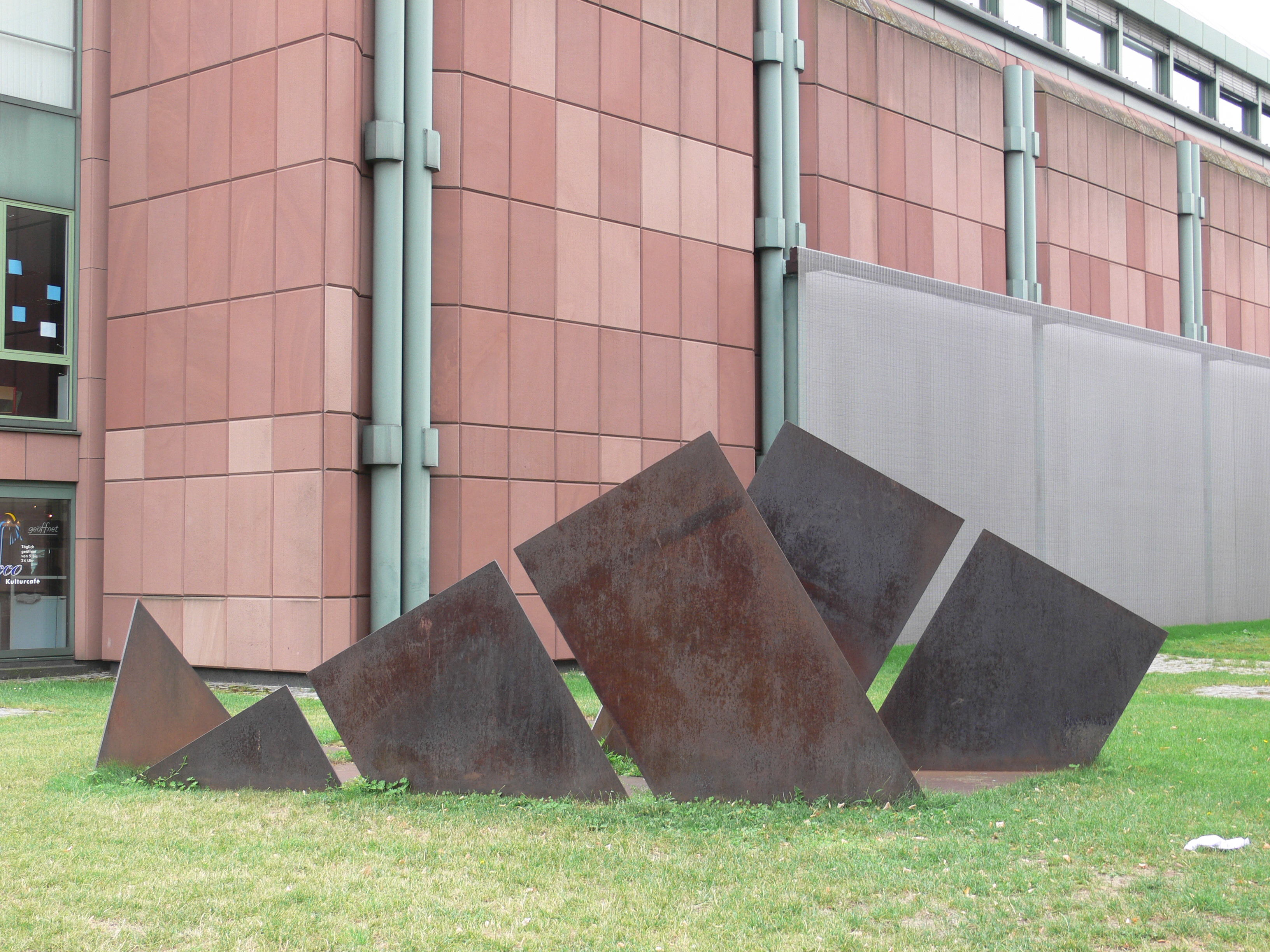
Bodenstück (1980) Wilfried Hagebölling

Het Beeldenpark van de Kunsthalle Mannheim is gelegen in het, voor het publiek vrij toegankelijke, kleine park voor de Kunsthalle Mannheim in de Duitse stad Mannheim in de deelstaat Baden-Württemberg.
In het beeldenpark staat de buitencollectie opgesteld, die inmiddels 19 beelden telt (waaronder enkele bruiklenen) van Duitse en internationale beeldhouwers, waarmee diverse stromingen in de moderne beeldhouwkunst worden getoond.

## De collectie
1. 1936 Zwei Freunde van Gerhard Marcks
2. 1936 Tiger van Philip Harth
3. 1937 Die Morgenröte van Richard Scheibe
4. 1958 Tektonisch van Morice Lipsi
5. 1963 Großes Relief van Hans Nagel
6. 1964 Figur im Würfel 15 van Wilhelm Loth
7. 1975 Vielleicht ein Baum IV van Erwin Wortelkamp
8. 1976 Vielleicht ein Baum VII van Erwin Wortelkamp
9. 1977 6/77 van Erich Hauser
10. 1980 Bodenstück van Wilfried Hagebölling
11. 1980 Farbige Stele van Erwin Wortelkamp
12. 1988 Ohne Titel (Pflug) van Werner Pokorny
13. 1990 Ohne Titel van Hermann Kleinknecht
14. 1992 Aus dem Nichts van Hubertus von der Goltz
15. 1995 Segmentbogen van Klaus Duschat
16. 1997 Ferryman van Tony Cragg
17. 1998 Vertikal-Horizontal van Alf Lechner
18. 2001 Slow Motion van Nigel Hall
19. 2004 Large Sphere van David Nash

## Fotogalerij

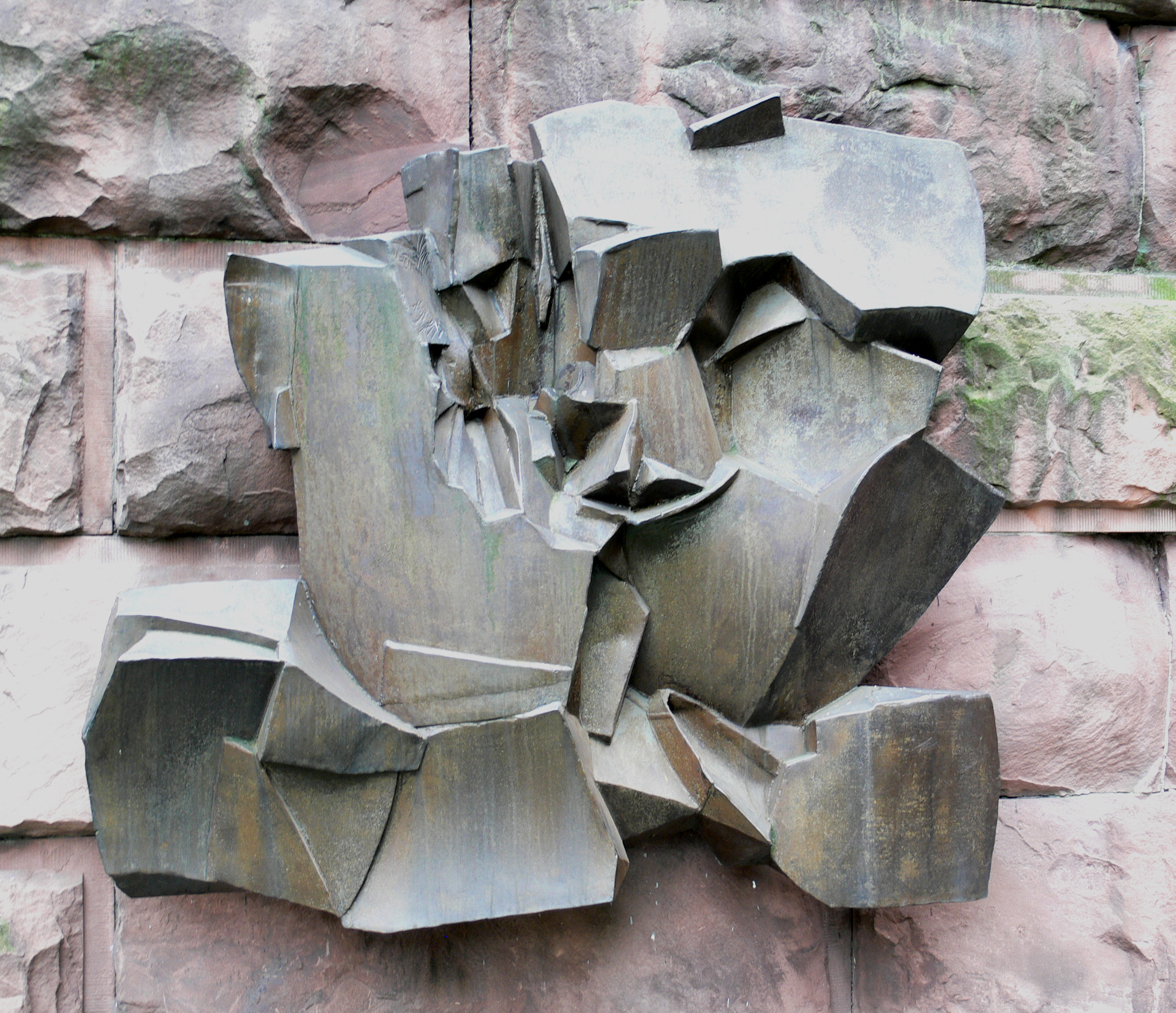
Großes Relief van Hans Nagel
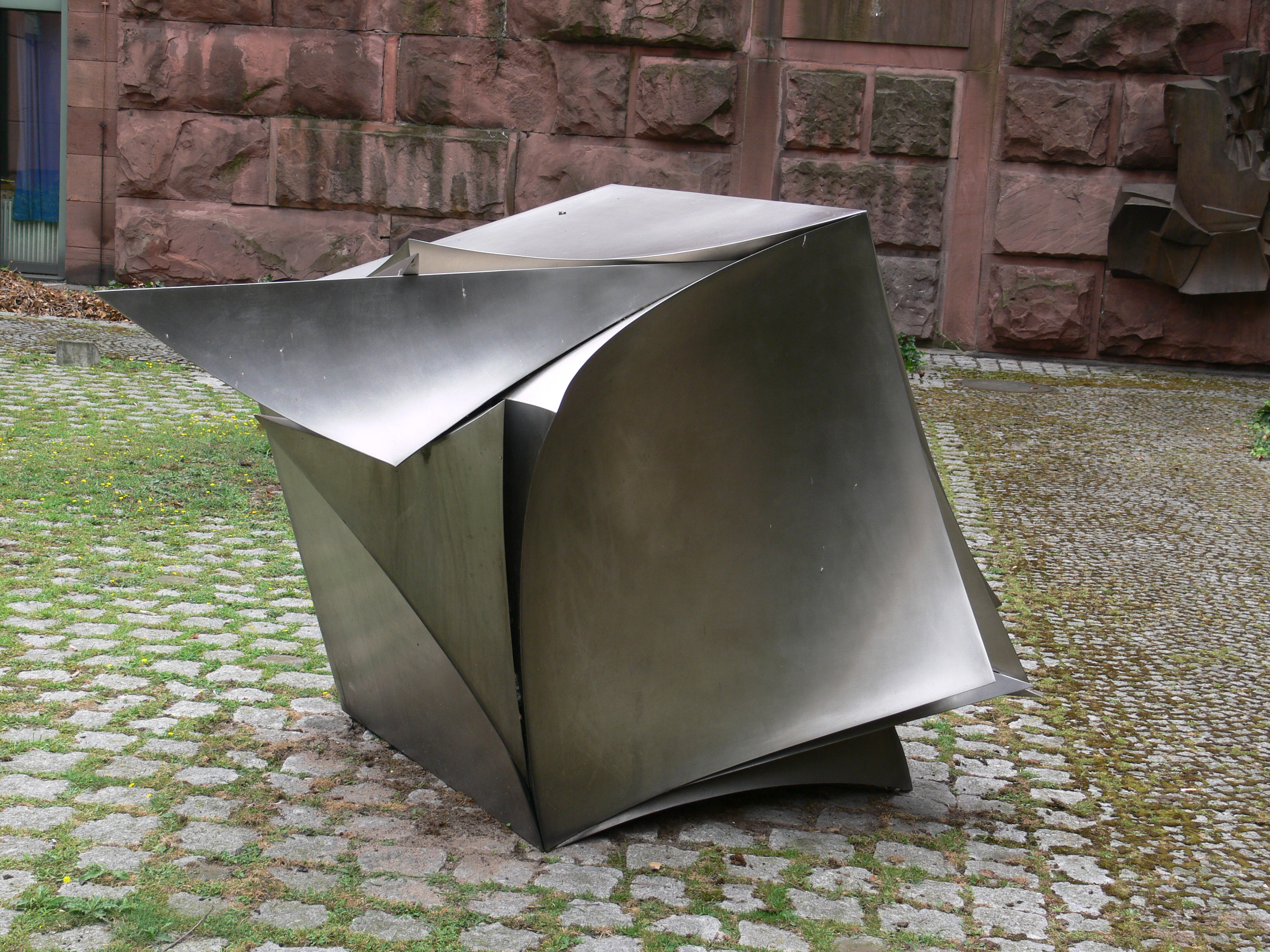
6/77 van Erich Hauser
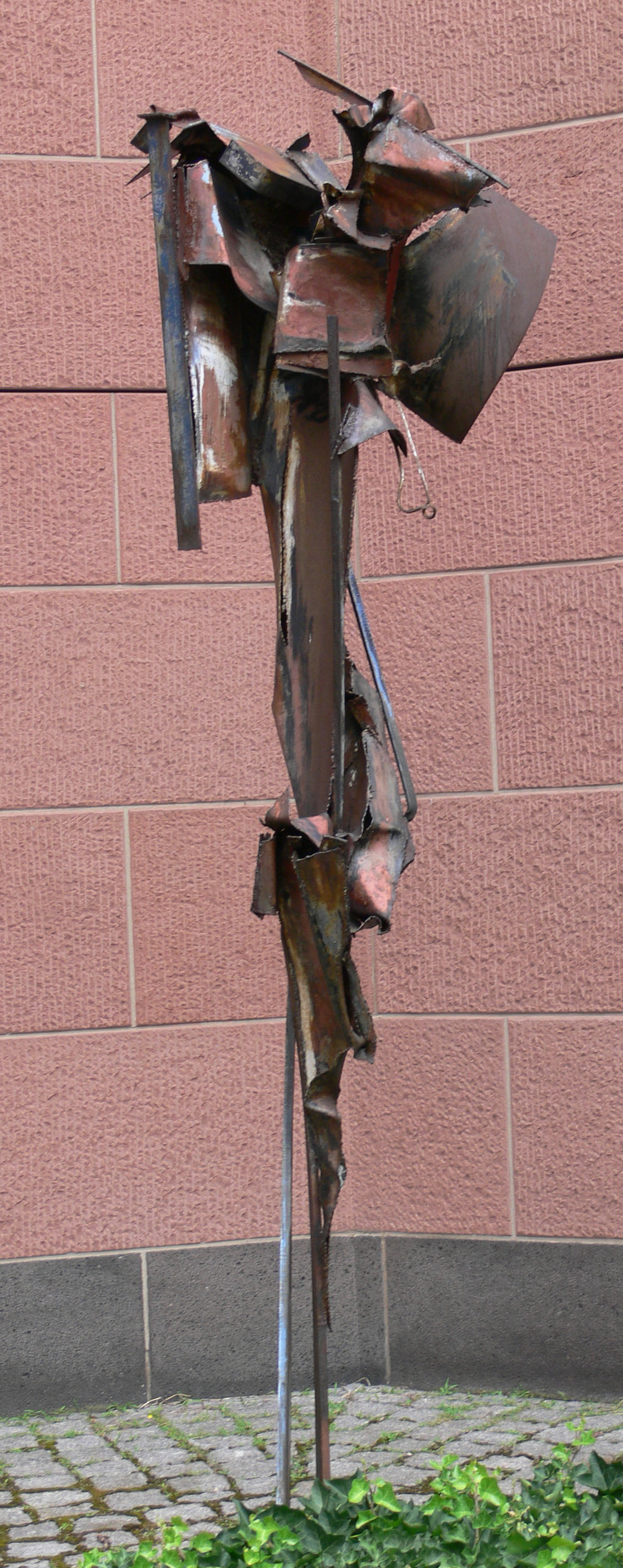
Farbige Stele van Erwin Wortelkamp
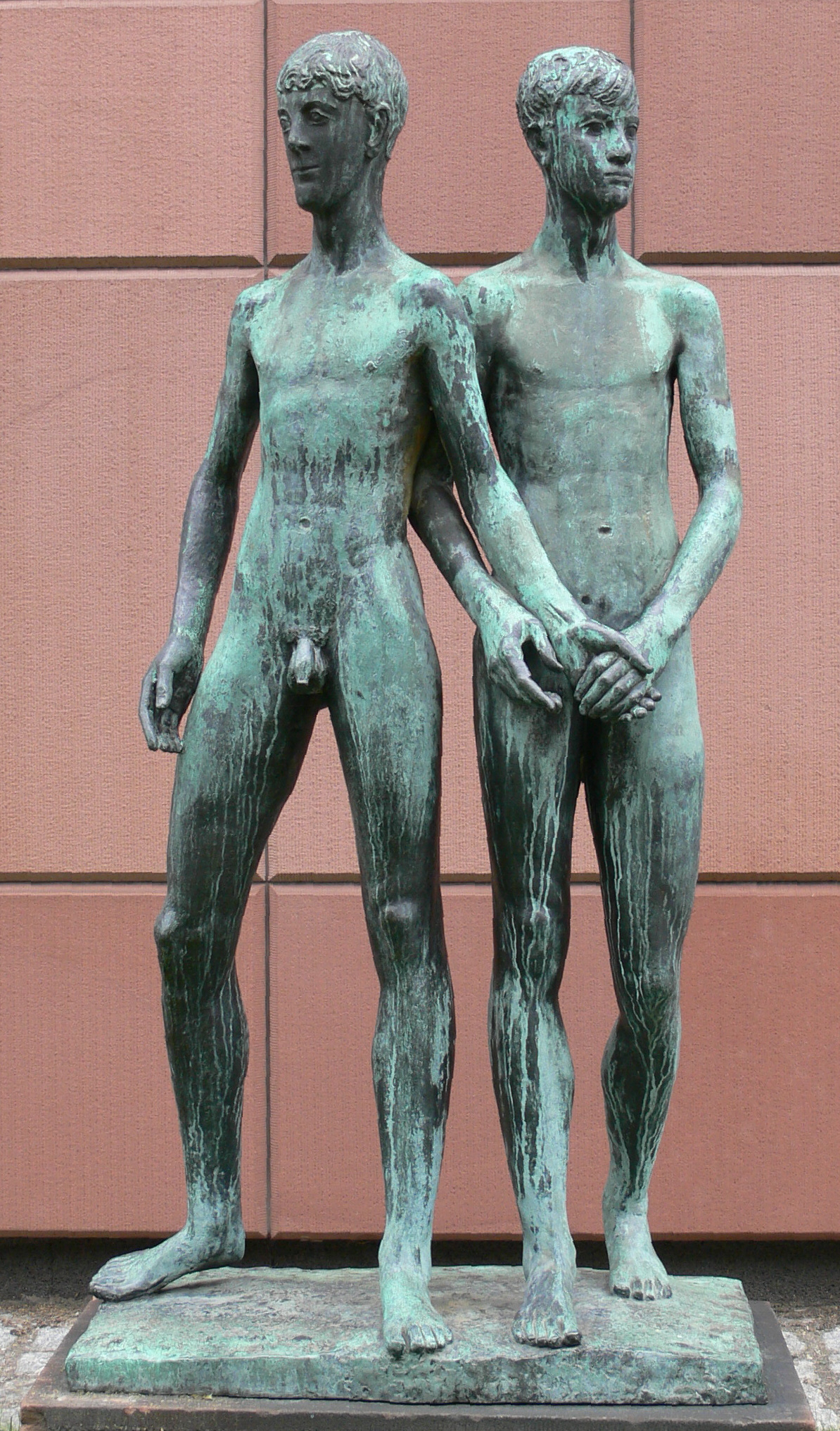
Zwei Freunde van Gerhard Marcks